# Рыжов, Борис Николаевич
Бори́с Никола́евич Рыжо́в (род. 11 мая 1951, Москва, СССР) — российский психолог, доктор психологических наук, профессор, заведующий кафедрой психологии развития и инноваций Московского городского педагогического университета, председатель редакционного совета журнала «Системная психология и социология».

## Биография
Родился 11 мая 1951 года в Москве (отец — советский и российский радиобиолог, доктор медицинских наук Н. И. Рыжов, мать — врач-офтальмолог);
В 1976 году окончил Московский авиационный институт им. С. Орджоникидзе (сейчас — Московский авиационный институт);
В 1981 году окончил факультет психологии Московского государственного университета им. М. В. Ломоносова;
В 1982 году защитил кандидатскую диссертацию на тему «Оценка психической напряженности у оператора динамического объекта»;
С 1977 года работал в Институте медико-биологических проблем Минздрава СССР (сейчас — Институт медико-биологических проблем РАН);
С 1995 по 2005 год был заведующим лабораторией Московского городского педагогического университета;
В 2001 году защитил докторскую диссертацию на тему «Психическая работоспособность в экстремальных условиях профессиональной деятельности»;
В 2004 году присуждено научное звание профессора;
С 2005 года является заведующим кафедрой психологии развития и инноваций Московского городского педагогического университета;
В 2009 году стал лауреатом Премии Правительства РФ в области образования. 
С 17 августа 2019 года по настоящее время — ведущий документальной программы «Неизвестная история» на телеканале РЕН ТВ.

## Научная деятельность
Б. Н. Рыжов — создатель теории и методологии системной психологии, рассматривающей все явления психической жизни человека сквозь призму общесистемных закономерностей формирования и регулирования живых систем. В качестве методологической базы исследования процессов развития живых систем им предложена теория дискретной системологии. На её основе Б. Н. Рыжовым разработаны системные концепции мотивации, периодизации психологического развития человека, концепция психической работоспособности (включающей выделение особых психологических типов «версатив» и «ингенитив»), концепция психической напряженности, а также концепция психологического возраста цивилизации.
Для практического решения задач системной психологии Б. Н. Рыжовым создан блок психодиагностических методик (тест системного профиля мотивации — М-тест, батарея методик диагностики и коррекции психической работоспособности — Р-тест, методика определения индекса психической напряженности и её аппаратурная реализация — приборы «Стрессометр»).

## Преподавательская и издательская деятельность
С 1995 г. Б. Н. Рыжов читает курсы «История психологии», «Методологические основы психологии», «История и теория религии» в Московском городском педагогическом университете и ряде других московских университетов. Опубликовал более 100 научных работ, в том числе большого числа монографий. В 2000 г. стал одним из основателей выпуска многотомного издания «Энциклопедия истории психологии». В 2010 г. стал одним из основателей журнала «Системная психология и социология».

### Основные работы

#### Монографии
1. Рыжов Б. Н. Системная психология (методология и методы психологического исследования). — М.: МГПУ, 1999. — 277 с.
2. Рыжов Б. Н., Романова Е. С. и др. Энциклопедия истории психологии. — М.: Школьная книга, 2001—2010. — Т. 1—7.
3. Рыжов Б. Н., Грабовский А. И. Психическая работоспособность. — М.: МГПУ, 2002. — 264 с.
4. Рыжов Б. Н. 1—2 // История психологии. — М.: Гильдия мастеров, 2003. — 250 с.
5. Рыжов Б. Н. История психологической мысли. — М.: Воениздат, 2004. — 239 с.
6. Рыжов Б. Н. и др. Общая психология: введение в общую психологию, психология познавательных процессов, психология личности : Учебно-методическое пособие. — М., 2015. — 305 с.
7. Рыжов Б. Н., Романова Е. С., Михайлова О. В., Абушкин Б. М.. Психологическая реабилитация инвалидов ДЦП. Монография. — М.: Перо, 2015. — 162 с. — ISBN 978-5-906847-88-1.
8. Рыжов Б. Н. Системная психология. — 2-е изд. — М.: Издательские технологии, 2017. — 356 с. — ISBN 978-5-00071-630-4.

#### Статьи
1. Рыжов Б. Н. и др. Преждевременное старение организма и особенности его проявления отдаленном периоде после облучения малыми дозами. // Успехи геронтологии, 2007, т. 20, № 4, СПб, с. 48 — 55.
2. Рыжов Б. Н. Системные основания психологии. // Системная психология и социология, 2010, № 1, с. 5 — 42.
3. Рыжов Б. Н. Серебряный век немецкой психологии. // Системная психология и социология, 2010, № 1, с. 132—144.
4. Рыжов Б. Н. Системные основания психологии, продолжение. // Системная психология и социология, 2010, № 2, с. 5 — 24.
5. Рыжов Б. Н. Системные основания психологии, продолжение. // Системная психология и социология, 2011, № 3, с. 5 — 17.
6. Рыжов Б. Н. Системная периодизация развития. // Системная психология и социология, 2012, № 5, с. 5 — 24.
7. Рыжов Б. Н. Естественнонаучные и философские предпосылки развития системной психологии. // Системная психология и социология, 2012, № 6, с. 5 — 20.
8. Рыжов Б. Н. Системная психометрика напряженности. // Системная психология и социология, 2013, № 7, с. 5 — 25.
9. Рыжов Б. Н., Михайлова О. В. Системная технология и методы профессиональной ориентации и поддержки инвалидов ДЦП. // Специальное образование, 2013, № 2, с. 80 — 90.
10. Рыжов Б. Н. и др. Самореализация или нравственность: опыт исследования мотивации студентов Папского Грегорианского университета. // Культурно-историческая психология, 2013, № 2, с. 10 — 17.
11. Рыжов Б. Н., Романова Е. С. Зигмунд Фрейд: слагаемые успеха. // Системная психология и социология, 2014, № 10, с. 23 — 35.
12. Рыжов Б. Н. Системорегуляция и состояния управляемой системы. // Системная психология и социология, 2014, № 11, с. 5 — 11.
13. Рыжов Б. Н. Парадоксальный гений Федора Дмитриевича Горбова. // Системная психология и социология, 2014, № 11, с. 63 — 72.
14. Рыжов Б. Н., Михайлова О. С. Системные особенности психической работоспособности инвалидов. // Системная психология и социология, 2014, № 12, с. 13 — 21.
15. Рыжов Б. Н. Психологический возраст цивилизации. // Системная психология и социология, 2015, № 14, с. 60 — 71.
16. Рыжов Б. Н., Михайлова О. В. Психическая работоспособность инвалидов с различными формами ДЦП. // Системная психология и социология, 2015, № 15, с. 73 — 80.
17. Рыжов Б. Н. Психологический возраст цивилизации IX—XI вв. (продолжение). // Системная психология и социология, 2015, № 15, с. 93 — 103.
18. Рыжов Б. Н., Чибискова О. В. Психическая работоспособность и мотивация человека при моделировании полета на Марс // Системная психология и социология, 2015, № 16, с. 13 — 23.
19. Рыжов Б. Н. Психологический возраст цивилизации (конец XI—XII вв.) (продолжение). // Системная психология и социология, 2016, № 17, с. 79 — 85.
20. Рыжов Б. Н., Смоловская Л. Б. Тест на переключение умственных действий RT-TEST. // Системная психология и социология, 2016, № 18, с. 88 — 96.
21. Рыжов Б. Н. Психологический возраст цивилизации (XIII — начало XIV веков). // Системная психология и социология, 2016, № 19, с. 60 — 74.
22. Рыжов Б. Н., Тарасова А. А. Современные особенности эмоционального восприятия архитектуры модерна и конструктивизма. // Системная психология и социология, 2016, № 20, с. 74 — 88.
23. Рыжов Б. Н. Системная структура личности. // Системная психология и социология, 2017, № 23, с. 5 — 12.
24. Рыжов Б. Н. Психологический возраст цивилизации: XIV век. // Системная психология и социология, 2017, № 24, с. 76 — 94.
25. Рыжов Б. Н. Психологический возраст цивилизации: XV век, Северное Возрождение. // Системная психология и социология, 2018, № 25, с. 55 — 67.
26. Рыжов Б. Н. Психологический возраст цивилизации: XV век, Раннее Возрождение. // Системная психология и социология, 2018, № 26, с. 59 — 69.

## Награды и звания
- Медаль «В память 850-летия Москвы» (1997 г.)
- Почётная грамота Департамента образования Правительства Москвы (2005 г.)
- Премия Правительства РФ в области образования (2009)
- Нагрудный знак «Почетный работник высшего профессионального образования Российской Федерации» (2009 г.)
- Медаль Л. С. Выготского